# جون كوبر (لاعب كرة قدم أمريكية)
جون كوبر (بالإنجليزية: Jon Cooper)‏ هو لاعب كرة قدم أمريكية أمريكي، ولد في 1 أكتوبر 1986 في فورت كولنز في الولايات المتحدة.

## وصلات خارجية
- جون كوبر على موقع مرجع كرة القدم المحترفة.كوم (الإنجليزية)